# يوم الشهيد (الجزائر)
يوم الشهيد في الجزائر هو مناسبة وطنية تُصادف 18 فيفري من كل عام، وتُخصص لإحياء ذكرى تضحيات الشهداء الجزائريين الذين ناضلوا من أجل استقلال البلاد عن الاستعمار الفرنسي. يُعد هذا اليوم فرصة لاستذكار المسيرة النضالية الطويلة التي خاضها الشعب الجزائري، وإبراز الدور البطولي للمقاومين والثوار في تحقيق الحرية والاستقلال. احتُفِلَ به لأول مرة سنة 1989، تأسست هذه المناسبة رسميًا في 18 فيفري عام 1990 بمبادرة من تنسيقية أبناء الشهداء، حيث يُنظر إليها كتقدير وعرفان لتضحيات الشهداء الذين قُدّر عددهم بمليون ونصف المليون خلال حرب التحرير الجزائرية (1954-1962). ومع ذلك، فإن جذور النضال تعود إلى فترة الاحتلال الفرنسي التي بدأت عام 1830، حيث خاض الجزائريون سلسلة من الانتفاضات وَالثورات، أبرزها مقاومة الأمير عبد القادر، وَثورة المقراني، وَانتفاضة الشيخ بوعمامة، وصولًا إلى اندلاع ثورة التحرير في 1 نوفمبر 1954، التي توّجت باستقلال الجزائر في 5 جويلية 1962.

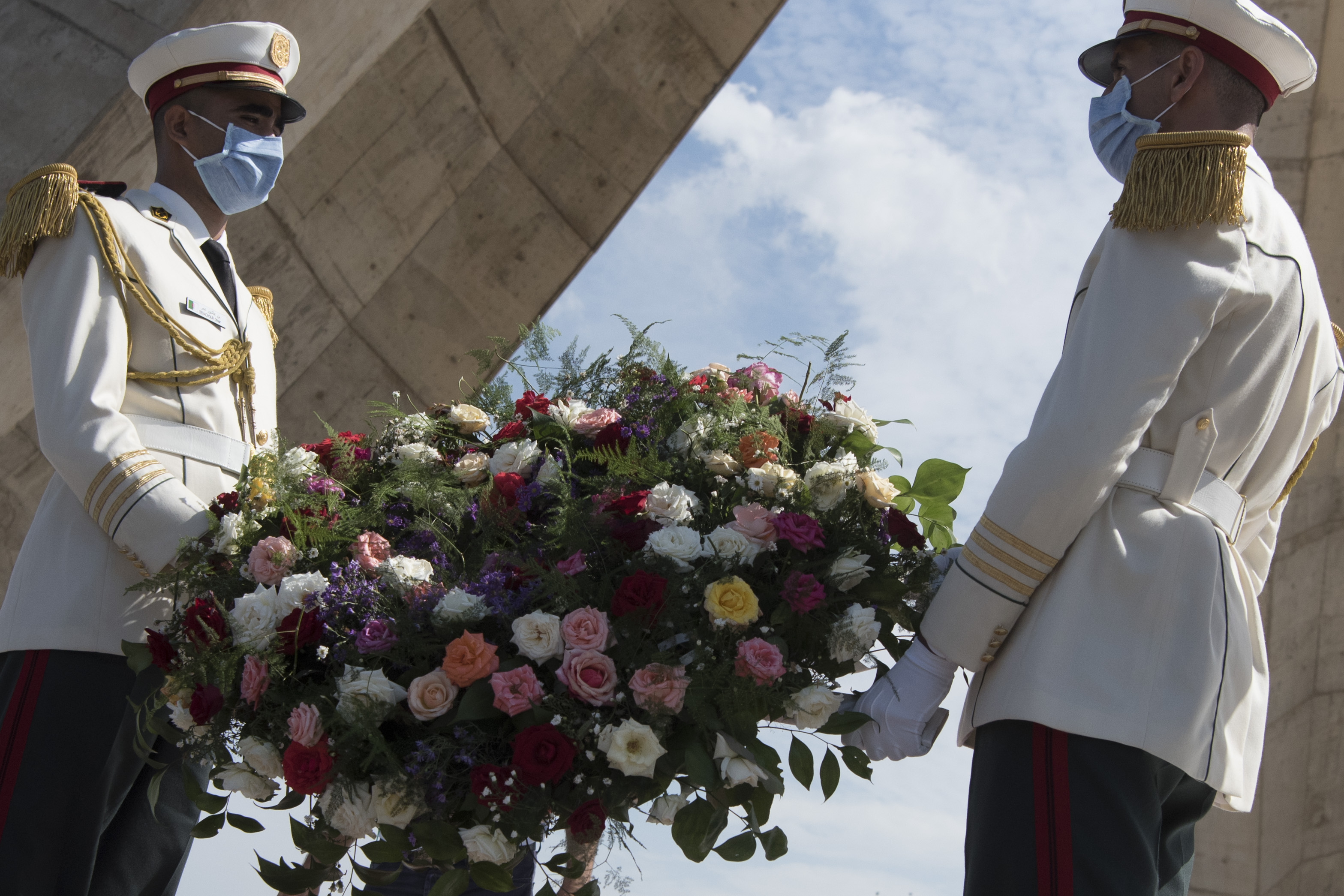
الحرس الجمهوري الجزائري يضع إكليل من الزهور تخليدًا لأرواح الشهداء.

تُقام في هذا اليوم العديد من الفعاليات الرسمية وَالشعبية، وتشمل زيارات إلى مقابر الشهداء ووضع أكاليل الزهور وقراءة الفاتحة ترحمًا على أرواحهم. كما تُنظم معارض تاريخية، تُعرض فيها صور ووثائق تُوثّق مراحل الكفاح المسلح، إضافة إلى عروض سينمائية لأفلام تناولت الثورة الجزائرية، مثل الأفيون والعصا وَمعركة الجزائر. وتحرص السلطات على تكريم عائلات الشهداء وإطلاق أسمائهم على المؤسسات التعليمية والشوارع، إضافة إلى تنظيم مسابقات تربوية وثقافية تُكرَّم فيها المواهب الشابة، لتعزيز الوعي الوطني وترسيخ قيم النضال والتضحية في الأجيال الجديدة.
يُعتبر يوم الشهيد محطة للتأمل في الإرث التاريخي للجزائر، وفرصة لتعزيز روح الوحدة الوطنية والاعتزاز بالهُوية الجزائرية، تأكيدًا على أن تضحيات الشهداء لم تذهب سُدى، بل أرست دعائم الاستقلال والسيادة الوطنية.

### مواضيع ذات صلة
- جبهة التحرير الوطني الجزائري
- جيش التحرير الوطني الجزائري
- وزارة المجاهدين الجزائرية
- المنظمة الوطنية للمجاهدين الجزائرية
- المنظمة الوطنية لأبناء الشهداء
- المنظمة الوطنية لأبناء المجاهدين
- المتحف الوطني للمجاهد
- يا شهيد الوطن
- مقام الشهيد
- يوم الشهيد الفلسطيني

## وصلات خارجية
- الموقع الرسمي لوزارة المجاهدين وذوي الحقوق